# 1054

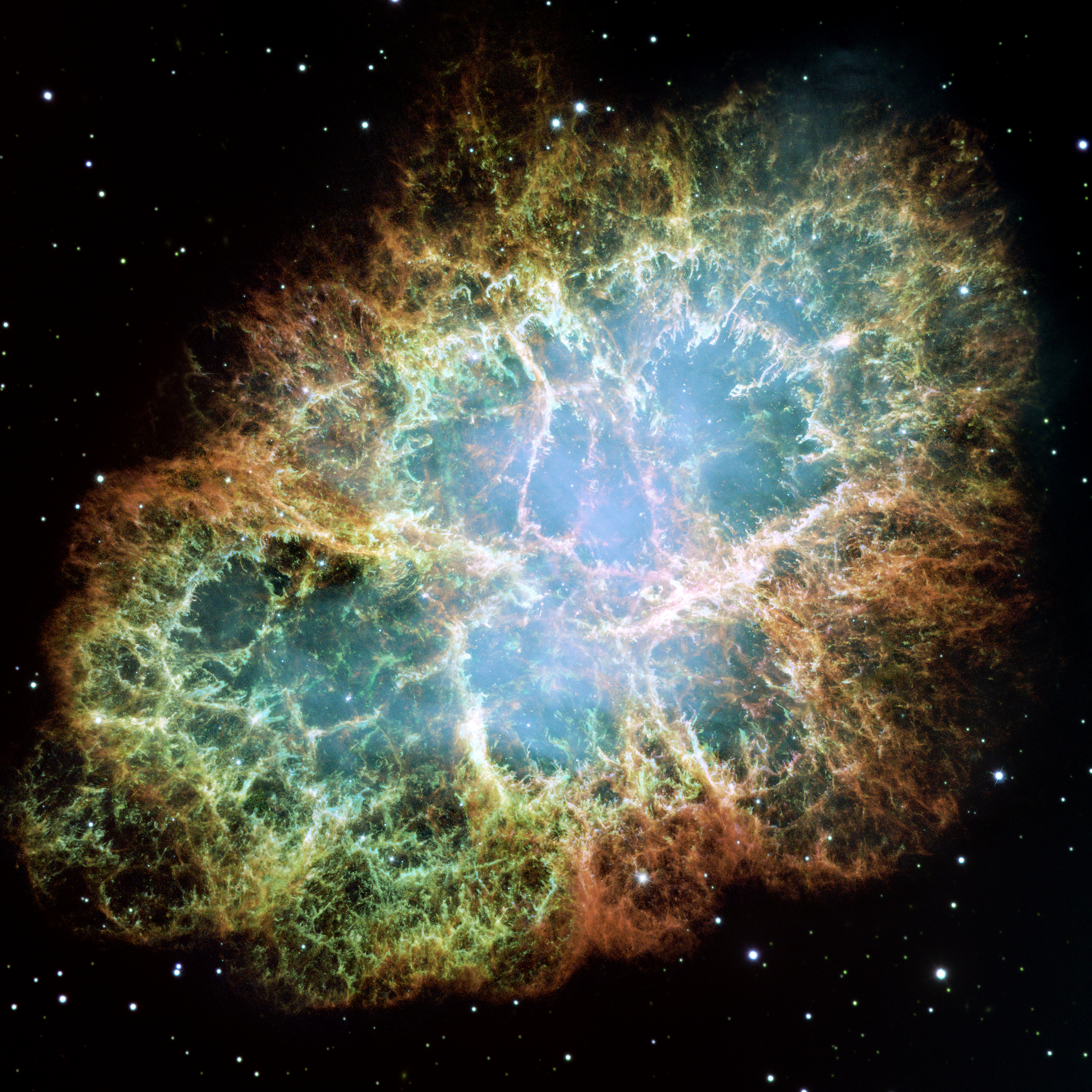
De krabnevel, restant van de supernova van 1054

Het jaar 1054 is het 54e jaar in de 11e eeuw, dat begon op een zaterdag.

## Gebeurtenissen
maart
- 12 - Paus Leo IX wordt door de Noormannen uit Apulië vrijgelaten.

april
- 19 - Paus Leo IX sterft.

juli
- 4 - Een supernova ontploft in het sterrenbeeld Stier en wordt waargenomen door Chinese en Arabische astronomen. De krabnevel is het supernovarestant van deze supernova.
- 16 - Groot Schisma: De pauselijke legaten in Constantinopel excommuniceren Michael Caerularius, patriarch van Constantinopel.
- 17 - Hendrik, de vierjarige zoon van keizer Hendrik III, wordt tot medekoning van Duitsland en troonopvolger gekozen.

september
- 1 - Slag bij Atapuerca: Ferdinand I van Castilië verslaat zijn broer Garcia III van Navarra, die sneuvelt. Castilië herkrijgt het gebied dat het in 1037 was verloren.
- september - Een Duitse delegatie stelt de Schwabische bisschop Gebhard van Dollnstein-Hirschberg voor als kandidaat-paus.

zonder datum
- Audoghast wordt veroverd en geplunderd door de Almoraviden en verliest zijn status.
- Malcolm Canmore, de zoon van Duncan I, komt in samenwerking met Siward van Northumbria in opstand tegen koning Macbeth van Schotland.

## Opvolging
- Beieren - Hendrik VIII opgevolgd door zijn broer Koenraad II (beiden zeer jonge kinderen van keizer Hendrik III)
- Forcalquier - nieuw gevormd met als graven de broers Bertrand I van Provence en Godfried (II)
- Kiev - Jaroslav de Wijze opgevolgd door zijn zoon Izjaslav I
- Leuven en Brussel - Lambert II Balderik opgevolgd door zijn zoon Hendrik II
- Navarra - Garcia III opgevolgd door zijn zoon Sancho IV
- Rouergue - Hugo opgevolgd door zijn dochter Bertha
- Utrecht - Bernold opgevolgd door Willem van Gelre
- Vietnam - Lý Thái Tông opgevolgd door Lý Thánh Tông

## Geboren
- Judith Maria van Zwaben, echtgenote van Salomon van Hongarije en Wladislaus I Herman van Polen
- Robert Curthose, hertog van Normandië (1087-1105) (jaartal bij benadering)

## Overleden
- 20 februari - Jaroslav de Wijze (~75), grootvorst van Kiev (1019-1054)
- 19 april - Leo IX (51), paus (1049-1054)
- 19 juni - Lambert II Balderik, graaf van Leuven en Brussel (1041-1054)
- 19 juli - Bernold, bisschop van Utrecht (1027-1054)
- 1 september - Garcia III, koning van Navarra (1034-1054)
- 24 september - Herman van Reichenau (41), Duits musicoloog
- Atisha (~72), Indisch boeddhistisch leraar (jaartal bij benadering)
- Hugo, graaf van Rouergue (1010-1054)
- Lý Thái Tông (~54), keizer van Vietnam (1028-1054)